# Пшипульсько (Західнопоморське воєводство)
Пшипульсько (пол. Przypólsko, нім. Franzfelde) — село в Польщі, у гміні Осіна Голеньовського повіту Західнопоморського воєводства.
Населення — 80 осіб (2011).
У 1975-1998 роках село належало до Щецинського воєводства.

## Демографія
Демографічна структура станом на 31 березня 2011 року:
|          | Загалом | Допрацездатний вік | Працездатний вік | Постпрацездатний вік |
| -------- | ------- | ------------------ | ---------------- | -------------------- |
| Чоловіки | 38      | 12                 | 23               | 3                    |
| Жінки    | 42      | 12                 | 21               | 9                    |
| Разом    | 80      | 24                 | 44               | 12                   |